# Réseau express vélo (Montréal)
Pour un article plus général, voir Réseau express vélo.
Le Réseau express vélo (REV) est un réseau cyclable urbain à haut niveau de service de la ville de Montréal annoncé en mai 2019 par la mairesse Valérie Plante et dont la longueur totale, si le projet est réalisé dans son intégralité, devrait couvrir 191 km sur 17 axes, accessibles toute l'année.
Démarré en 2020, le REV a pour objectif de sécuriser les déplacements à vélo dans la métropole québécoise en séparant la voie réservée aux automobiles de celle des cyclistes, incitant de fait encore plus de montréalaises et de montréalais à opter pour la mobilité active. L'administration de Valérie Plante veut aussi profiter de ce réseau pour améliorer l'accès au centre-ville, dynamiser les artères commerciales et la vie de quartier et diminuer les émissions de gaz à effet de serre, tout en favorisant l'activité physique par la mobilité active,.
Ce projet a suscité de vives réactions durant la première phase de déploiement, tant positives que négatives, certains citoyens et commerçants craignant pour l'économie des axes aménagés, d'autres voyant au contraire les installations du REV comme un moyen de redynamiser leurs commerces par, entre autres, l'apaisement de la circulation et la priorité donnée à des modes de transports actifs, les piétons ayant également plus d'espace sur la voirie.

## Historique et contexte
Alors que la pratique du vélo augmente à Montréal, même durant la saison hivernale,, positionnant la ville en 18e position mondiale dans le classement 2019 de Copenhague pour ses efforts afin de favoriser les déplacements à vélo, le REV répond à une demande croissante du grand public pour des aménagements cyclables sécuritaires partout au Canada. Le projet répond également à une série d'accidents mortels survenus dans la métropole, dont celui de Mathilde Blais le 28 avril 2014. Quelques mois plus tard, l'enquête du coroner conclut que ce décès aurait pu être évité si les pouvoirs publics avaient mis en place « dans l’aménagement urbain des corridors de circulation sécuritaire pour les vélos, en priorité sur les artères principales ».

### Lauréat d'un prix de la mobilité
Le 21 octobre 2021, la ville de Montréal a gagné le prix Jalon dans la catégorie Mobilité active pour la réalisation de l'axe Berri–Lajeunesse–Saint-Denis du Réseau express vélo. Depuis 2019, les prix Jalon « rassemblent et récompensent les acteurs de notre société qui participent au changement pour une mobilité plus durable ». Le Réseau express vélo a ainsi été récompensé parce qu'il permet « d’améliorer le confort et le sentiment de sécurité de tous les usagers ».

## Phases de déploiement

### Première phase

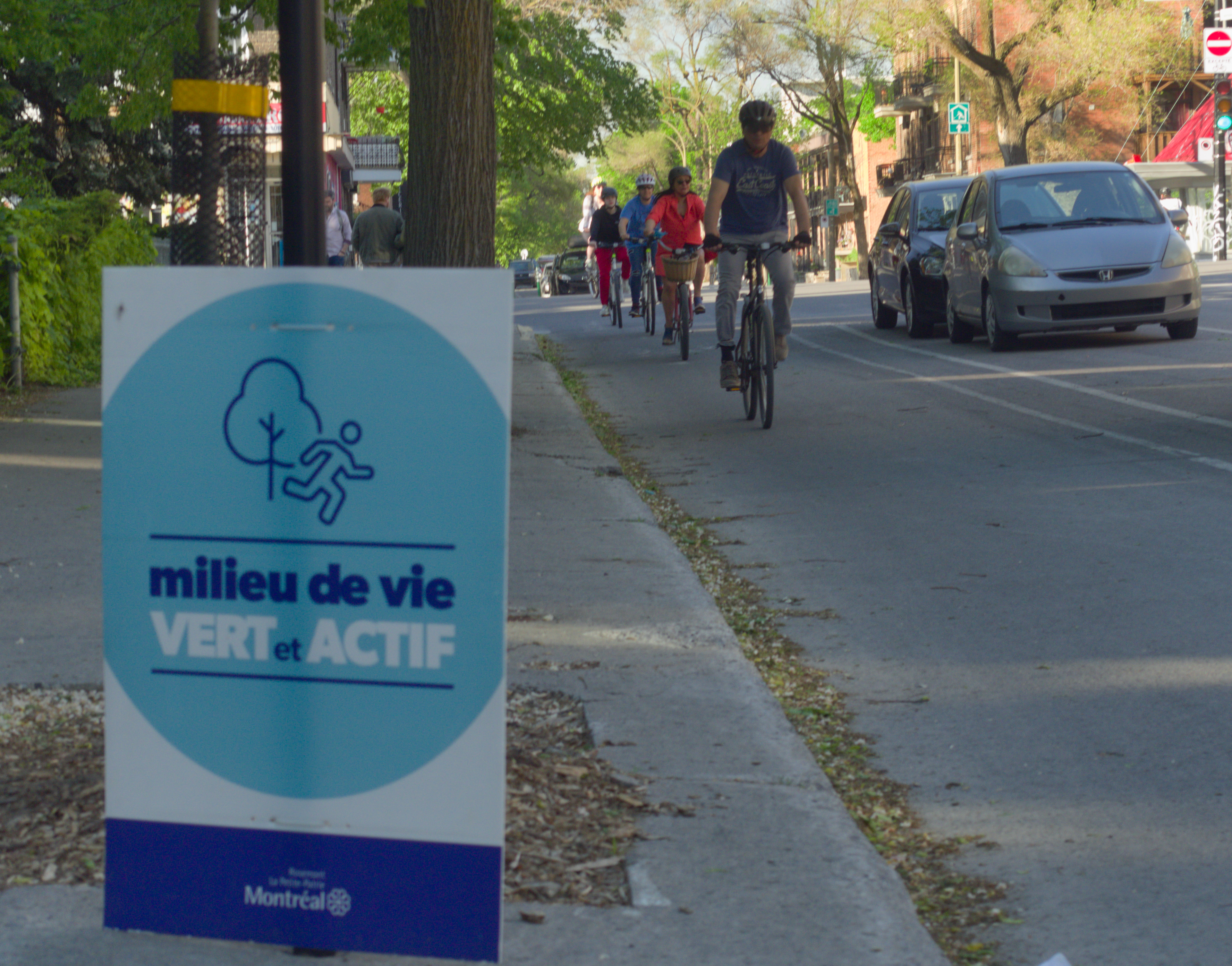
La piste cyclable unidirectionnelle et protégée de la rue Bellechasse à Montréal, Axe 5 du REV

Le 7 novembre 2020, l'axe 1 est inauguré sur la rue Saint-Denis en présence de plusieurs centaines de cyclistes. D'autres tronçons du Réseau express vélo (REV) sont déployés progressivement et en majeure partie jusqu'en 2021. Le réseau se démarque des pistes cyclables conventionnelles en proposant des voies plus larges, le plus souvent unidirectionnelles, en plus d'afficher une signalétique unique au REV. Les cinq premiers axes projetés sont :  
- Berri–Lajeunesse–Saint-Denis (Axe 1, aménagé en mode "transitoire"), tronçon nord-sud d'une longueur de 10 km, relie le boulevard Gouin à la rue Roy. La piste Berri, reliée à cet axe via un court tronçon perpendiculaire de bandes cyclables sur la rue Roy, complète l'axe provisoirement jusqu'à la rue de la Commune, d'ici la complétion d'un vaste chantier de remplacement de la membrane d'étanchéité de la station Berri-UQAM du métro de Montréal. Une connexion plus directe de cet axe aux pistes perpendiculaires de la rue des Pins (récemment complétée à l'ouest), puis à la piste Cherrier à l'est est en cours d'aménagement à l'été 2023

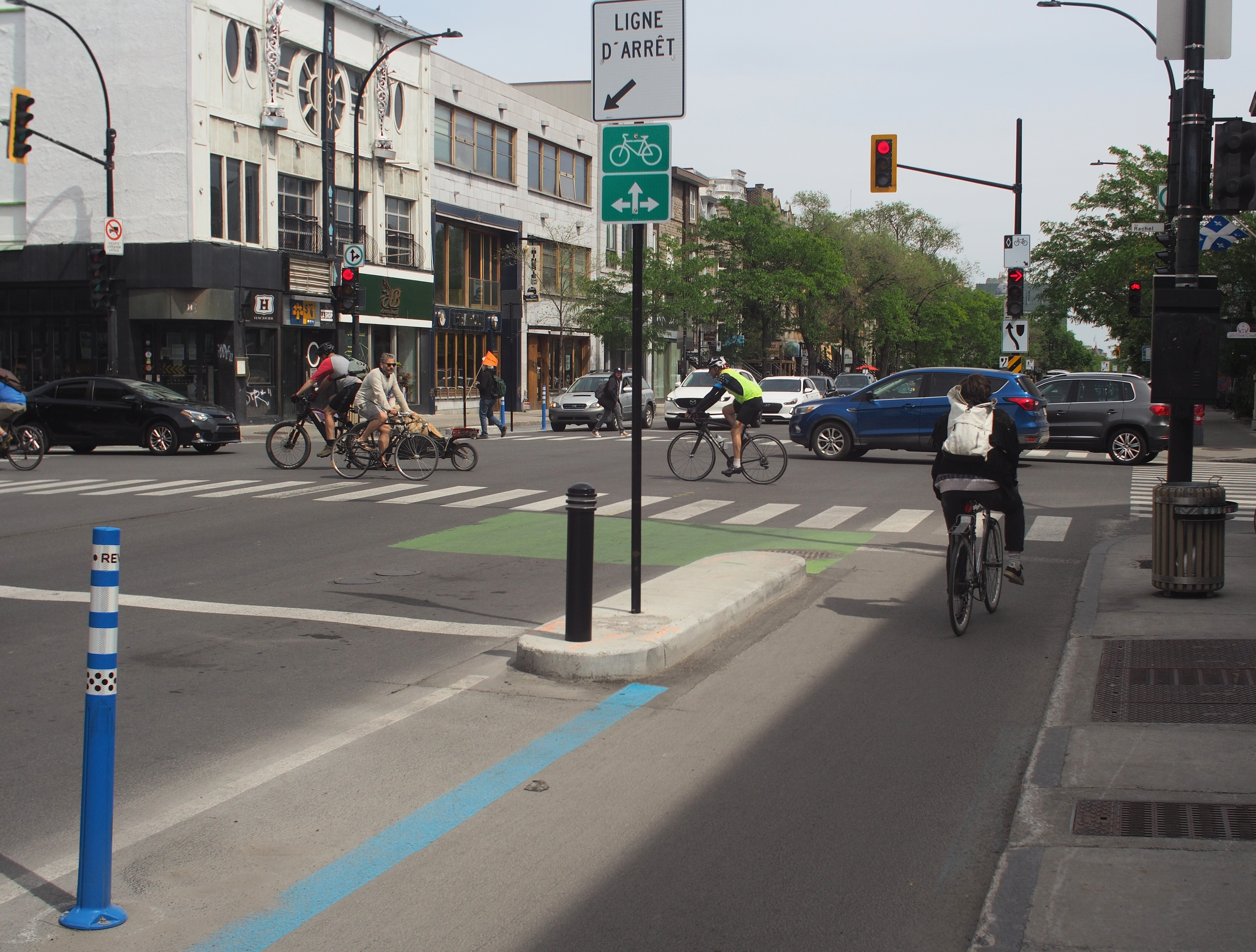
L'axe 1 du Réseau express vélo croise la piste cyclable de la rue Rachel. L'interconnexion du REV avec d'autres axes cyclables protégés fait partie de la stratégie visant à augmenter la pratique cyclable à Montréal. Le sas vélo est peint en vert.

- Viger–Saint-Antoine–Saint-Jacques (Axe 2, aménagé en mode "évolutif", transitoire et permanent, selon les tronçons aménagés à l'été 2023), tronçon est-ouest d'une longueur de 5,4 km, reliera une fois complété plusieurs points d'intérêts du sud du centre-ville comme le Marché Atwater, le Centre Bell, l'École de technologie supérieure, l'Organisation de l'aviation civile internationale, le Quartier international et son Centre de commerce mondial, le Palais des congrès de Montréal ou encore le Centre hospitalier de l'Université de Montréal.

- Souligny (Axe 3, aménagé en mode évolutif), tronçon est-ouest d'une longueur de 5,3 km faisant la liaison entre le quartier Tétreaultville et les aménagements cyclables sur la rue Notre-Dame en passant par l'avenue Souligny.

- Peel (Axe 4, aménagé en mode permanent), tronçon nord-sud d'une longueur de 2,1 km qui permettra lorsque complété de relier la piste cyclable Claire-Morissette à la piste du canal de Lachine, via la rue Peel.

- Bellechasse (Axe 5, aménagé en mode évolutif), tronçon est-ouest d'une longueur de 6,2 km faisant la liaison entre plusieurs pôles d'intérêt comme la rue Saint-Hubert et sa plaza commerciale, des bibliothèques, le Collège de Rosemont, l'Hôpital Maisonneuve-Rosemont et faisant la liaison avec le tronçon Berri–Lajeunesse–Saint-Denis. Une fois le chantier du centre de transport Bellechasse de la Société de transport de Montréal complété (prévu à l'automne 2024), les présentes bandes cyclables seront réaménagées vers l'ouest jusqu'au boulevard Saint-Laurent.

S'il était complété dans son intégralité, le réseau devrait compter 17 axes totalisant 184 kilomètres. L'objectif de la ville était initialement d'augmenter la part modale du vélo à Montréal à 15 %.

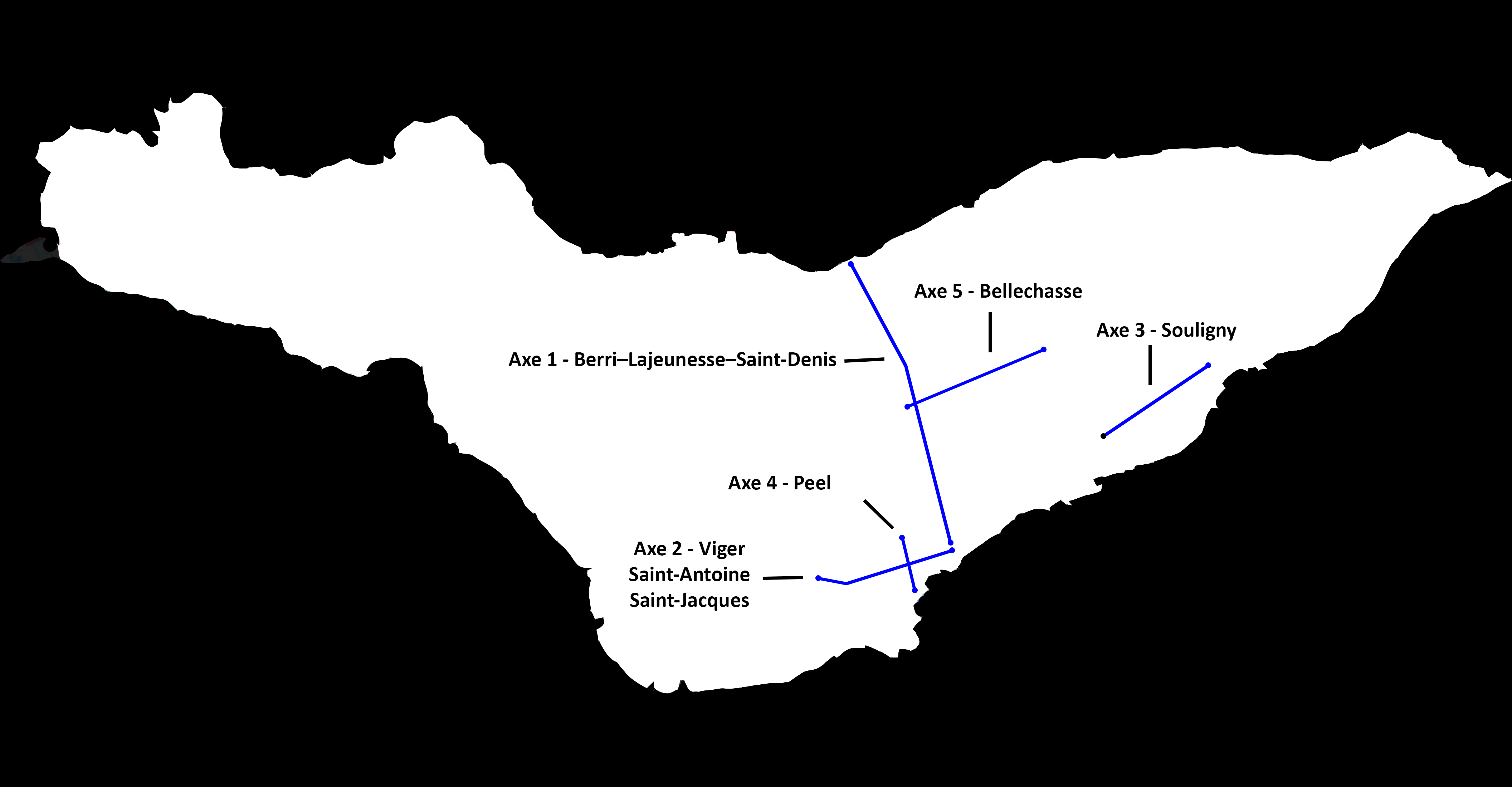
Carte des cinq premiers axes du projet Réseau express vélo de Montréal

### Deuxième phase
Le plan Vision Vélo 2023-2027 constitue la phase 2 du Réseau Express Vélo (REV) et prévoit diverses mesures pour faciliter et promouvoir l'usage du vélo dans la région métropolitaine de Montréal. Parmi les projets phares, on retrouve l'aménagement des REV Henri-Bourassa, Jean-Talon et Lacordaire. De plus, la mise à niveau et le prolongement des pistes cyclables de la rue Christophe-Colomb et du chemin de la Côte-Sainte-Catherine visent à sécuriser des trajets fort empruntés ainsi que plusieurs intersections où des collisions avec blessés graves ou décès ce sont produites, telle celle des avenues du Parc et du Mont-Royal. La piste de la rue de la Commune sera également réaménagée à l'est du boulevard Saint-Laurent pour favoriser la cohabitation avec les piétons. Le plan prévoit également la création d'une piste cyclable sur la rue Hochelaga, reliant Mercier-Hochelaga-Maisonneuve à Ville-Marie, ainsi que des pistes cyclables sur Prieur et Charleroi, connectant Ahuntsic-Cartierville à Montréal-Nord. Enfin, des aménagements sont prévus dans l'Ouest-de-l'Île, incluant la branche Sainte-Anne-de-Bellevue et la branche Deux-Montagnes de la véloroute, suivant l'axe du REM de l'Ouest.
Le premier projet déjà en cours de construction est le réaménagement du boulevard Henri-Bourassa pour accueillir une piste unidirectionnelle de chaque côté, ainsi qu'une voie dédiée aux autobus au centre.

## Données sur la fréquentation
Plusieurs stations de comptage des passages quotidiens ont été installées. Par exemple, sur l'Axe 1, la station située sur la rue Saint-Denis à hauteur du viaduc des Carrières comptabilisait 220 623 passages 6 mois après l'installation du compteur (entre le 22 décembre 2020 et le 22 mai 2021), la barre du demi-million de passages a été franchie le 16 juillet 2021, le million de passages le 19 octobre 2021 et la barre des cinq millions de passages le 22 août 2024. Six mois seulement après le début de l'année 2021, le compteur sur cette portion du REV dépassait pour la première fois celui situé à l'intersection du Boulevard Saint-Laurent et la rue Bellechasse, pourtant le plus fréquenté auparavant. Le 31 mai 2024, un record de 11 353 passages (directions nord et sud) a été enregistré par le compteur. 
Sur l'Axe 5 (Bellechasse), il existe une station de comptage à hauteur de la 13e avenue. En date du 28 août 2024, le compteur a enregistré un peu plus de 1 437 000 passages est-ouest depuis le début des mesures le 22 décembre 2020.

### Un million de passages enregistrés

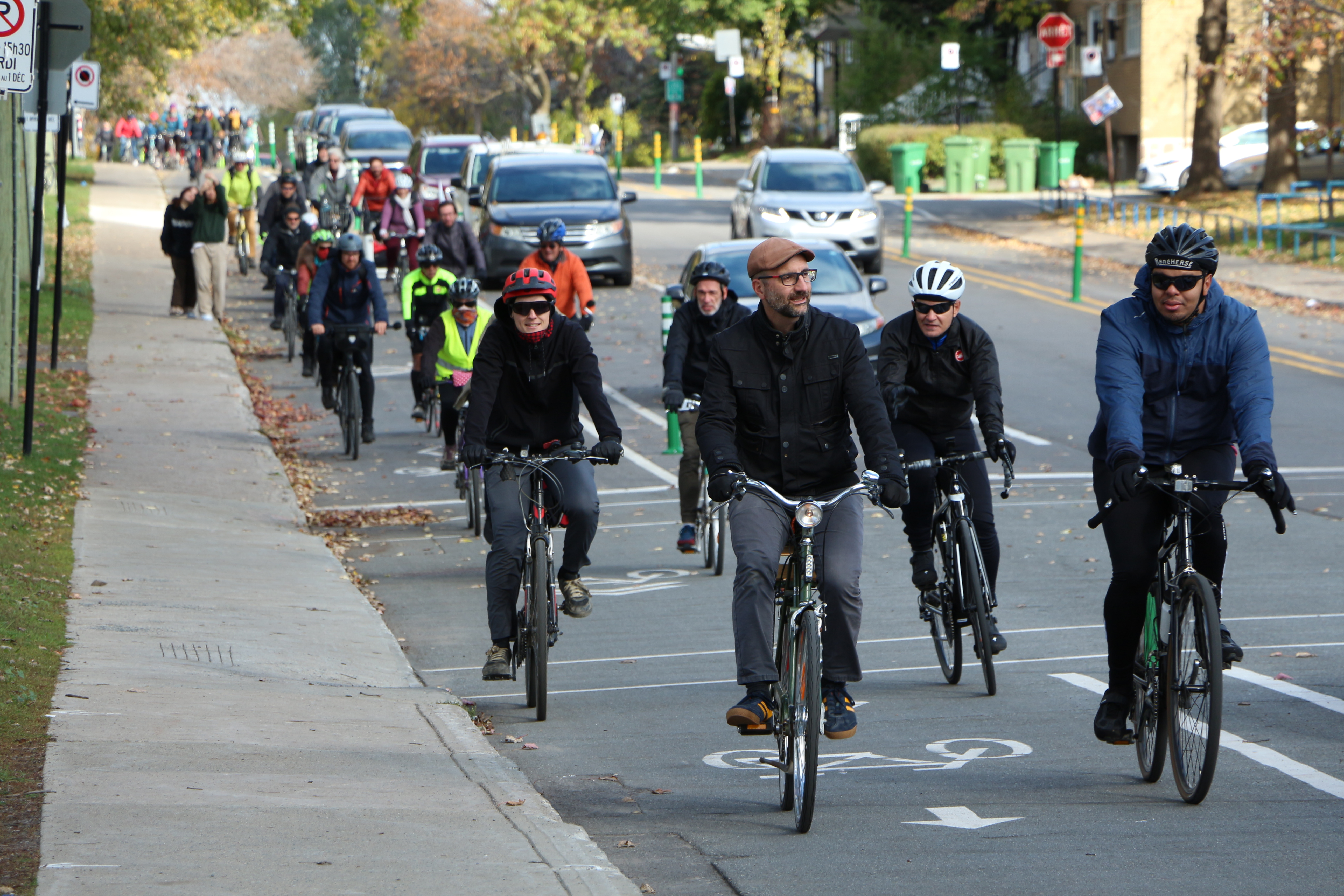
Le samedi 23 octobre 2021, des centaines de citoyens et citoyennes à vélo ont célébré le million de passages sur l'axe Saint-Denis du Réseau express vélo de Montréal, tout en empruntant également l'axe Bellechasse (ici sur la photo).

Le 20 octobre 2021, le compteur situé sur l'axe Saint-Denis au niveau de la rue des carrières passe la barre de 1 million de passages enregistrés depuis le 22 octobre 2020, faisant de cet aménagement cyclable le plus fréquenté de Montréal. Afin de fêter ce succès et de rappeler l'importance de pérenniser ce projet, un événement est organisé le 23 octobre 2021 rassemblant quelques centaines de citoyens à vélo. En empruntant également l'axe Bellechasse du REV, les organisateurs du rassemblement souhaitent défendre l'aménagement à deux voies unidirectionnelles qui est remis en question par le parti Ensemble Montréal de Denis Coderre.

## Retombées économiques, environnementales et sanitaires

### Retombées économiques attendues
La décision de construire un aménagement cyclable de qualité sur certaines artères commerciales de Montréal se base sur les réalisations de projets semblables dans d'autres villes dans lesquelles cette transformation importante de la voirie s'est faite sans porter atteinte à l'économie locale. On peut citer le cas de la piste cyclable protégée d'une partie de la section ouest de la rue Bloor à Toronto. Selon les conclusions d'une enquête réalisée par la ville de Toronto en partenariat avec le Centre for Active Transportation et l'Université de Toronto, plusieurs indicateurs clés montrent que l'installation de cet aménagement n'a pas eu d'impact négatif sur la vitalité économique de cette portion aménagée de la rue. Ainsi, en comparant la rue Bloor avant et après les aménagements cyclables avec une autre rue "contrôle", l'étude montre que le pourcentage de visiteurs dépensant 100 $ et plus par mois a augmenté avec sensiblement le même taux que la rue contrôle non aménagée entre l'année 2015 et la période 2016-2017 (de 44 % à 53 %). De plus, la moyenne de clients fréquentant la rue Bloor a augmenté en 2016 et 2017, comparativement à l'année 2015. Au total, l'étude conjointe a été capable d'identifier 6 résultats clés suggérant une amélioration de l'attractivité économique de la rue Bloor aménagée avec une piste cyclable protégée, résultats qui ont été confirmés dans plusieurs projets similaires en Amérique du Nord, comme les aménagements de la rue Valencia à San Francisco (7 % d'augmentation des ventes à la suite de l'installation de l'aménagement cyclable), l'avenue Vanderbilt à New-York (102 % d'augmentation des ventes de détail après l'installation de la piste cyclable et l'apaisement de la circulation automobile) et la rue Hornby à Vancouver, qui, 7 ans après l'installation de la piste cyclable et malgré un fort rejet du projet initial, est devenue un avantage compétitif. En outre, l'organisme Vivre en ville signale dans un article qu'en Europe, Transport for London « a découvert que les commerces ont bénéficié d’une hausse allant jusqu’à 30% de leur chiffre d’affaires grâce aux nouveaux aménagements cyclables à certains endroits de la ville ».

### Retombées environnementales

#### Réduction des émissions de gaz à effet de serre
En matière d'émissions de gaz à effet de serre (GES), les déplacements à vélo peuvent émettre jusqu'à 30 fois moins de gaz contribuant à réchauffer le climat comparativement aux déplacements en voiture thermique et 10 fois moins qu'une voiture électrique et ceci en tenant compte de l'ensemble du cycle de vie des différents modes de transport. Concernant les estimations des émissions de GES d'un vélo, la Fédération européenne des cyclistes a conduit une étude visant à quantifier les émissions d'équivalent carbone des déplacements à vélo d'une personne comparativement à un vélo à assistance électrique (VAE), à une voiture à propulsion thermique de taille moyenne et à un déplacement en bus en mode 60 % urbain et 30 % régional. En tenant compte de l'analyse du cycle de vie et d'autres facteurs comme le type d'alimentation d'un cycliste, le vélo et le vélo à assistance électrique émettent respectivement 21 gCO2e/km et 22 gCO2e/km (gramme équivalent de CO2 par kilomètre parcouru), alors qu'un passager en bus émettra en moyenne 101 gCO2e/km et un passager en voiture émettra 271 gCO2e/km.

### Retombées en matière de santé publique
De nombreuses études scientifiques suggèrent que le fait d'opter pour des modes de déplacement actifs, comme la marche et la pratique du vélo, améliorent la santé et préviennent certaines maladies non transmissibles. Ainsi, pour l'Organisation mondiale de la santé, la mobilité active permet de « prévenir les maladies cardiaques, les accidents vasculaires cérébraux, le diabète et le cancer, ainsi que plusieurs facteurs de risque tels que l’hypertension et l’obésité » avec une diminution du risque total de la mortalité de 10 % grâce à une pratique régulière du vélo. En juillet 2014, la revue The Lancet mentionnait, dans un éditorial dédié à l'exploitation de l'environnement bâti des villes au profit de la santé métabolique, qu'un nombre croissant d’études montre « qu’un environnement qui promeut l’activité physique a un effet préventif conséquent sur l’obésité et le diabète de type 2 » et que « l’inactivité physique est la 4e cause de mortalité mondiale », démontrant ainsi les bénéfices de favoriser les modes actifs de transport.
La pratique du vélo permet aussi de lutter contre les impacts des dérèglements climatiques qui vont avoir de plus en plus de conséquences sur la santé des populations dans des métropoles comme Montréal où le phénomène des îlots de chaleur a des impacts importants sur les résidents les plus fragiles. En favorisant les déplacements non basés sur l'utilisation des énergies fossiles, cause des dérèglements climatiques et source de pollution atmosphérique, les transports actifs améliorent l’activité physique tout en favorisant une meilleure qualité de l’air, ce qui permet de réduire le risque de maladies et de sauver des vies.

## Critiques et appuis
Dès son annonce et le début des travaux, le REV suscite des critiques de résidents, de visiteurs et de certains commerçants qui craignent que l'aménagement nuise à la santé économique de leurs commerces. Au contraire, d'autres commerçants y voient une opportunité pour redynamiser certaines artères comme la rue Saint-Denis.